# كنارة (آلة موسيقية)
الكِنَّارَة (الجمع: كَنَانِير) هي آلة موسيقية وترية اخترعت واستخدمت في وقت سابق، نحو 3000 قبل الميلاد، في بلاد الرافدين.
في علم الأرغنوة، الكنارة هي من الأعواد النِّيريّة [الإنجليزية]، لأنه عود ترتبط فيه الأوتار بنِير يقع في نفس مستوى الألواح الصوتية [الإنجليزية]، ويتكون من ذراعين وعارضة.